# Saint-Juan
Saint-Juan est une commune française située dans le département du Doubs, la région culturelle et historique de Franche-Comté et la région administrative Bourgogne-Franche-Comté.

## Géographie

### Localisation
Le village Saint-Juan se situe à 31 kilomètres à l'est de Besançon et 11 kilomètres au sud de Baume-les-Dames.

### Communes limitrophes
| Bretigney-Notre-Dame    | Silley-Bléfond | Adam-lès-Passavant |
| Dammartin-les-Templiers | Saint-Juan     | Passavant          |
| Aïssey                  |                | Orsans             |

### Voies de communication et transports
Située sur les plateaux du Doubs, La commune est reliée à Besançon par la route départementale D 464 (31 kilomètres) et à Baume les Dames par les routes départementales D 492 (qui traverse le village) puis D 50 (11 kilomètres en tout).
L'embranchement autoroutier le plus proche est celui de l'autoroute A36 (Mulhouse-Beaune (La Comtoise), distant de trente kilomètres : sortie  5 Baume-les-Dames.
La gare ferroviaire la plus proche est celle de Baume-les-Dames sur la ligne Besançon-Belfort.

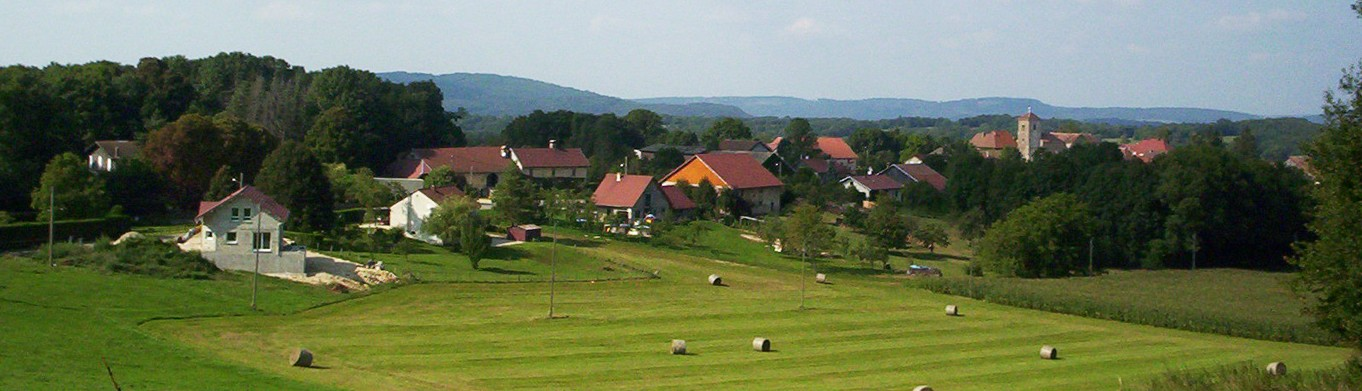
Saint-Juan, vue panoramique.

### Climat
Pour des articles plus généraux, voir Climat de la Bourgogne-Franche-Comté et Climat du Doubs.
En 2010, le climat de la commune est de type climat de montagne, selon une étude du Centre national de la recherche scientifique s'appuyant sur une série de données couvrant la période 1971-2000. En 2020, Météo-France publie une typologie des climats de la France métropolitaine dans laquelle la commune est exposée à un climat semi-continental et est dans la région climatique  Jura, caractérisée par une forte pluviométrie en toutes saisons (1 000 à 1 500 mm/an), des hivers rigoureux et un ensoleillement médiocre. 
Pour la période 1971-2000, la température annuelle moyenne est de 9,5 °C, avec une amplitude thermique annuelle de 17,1 °C. Le cumul annuel moyen de précipitations est de 1 315 mm, avec 13,4 jours de précipitations en janvier et 10,9 jours en juillet. Pour la période 1991-2020, la température moyenne annuelle observée sur la station météorologique de Météo-France la plus proche, « Pouligney », sur la commune de Pouligney-Lusans à 12 km à vol d'oiseau, est de 10,9 °C et le cumul annuel moyen de précipitations est de 1 214,6 mm. 
La température maximale relevée sur cette station est de 40 °C, atteinte le 25 juillet 2019 ; la température minimale est de −23 °C, atteinte le 20 décembre 2009,,. 
Les paramètres climatiques de la commune ont été estimés pour le milieu du siècle (2041-2070) selon différents scénarios d'émission de gaz à effet de serre à partir des nouvelles projections climatiques de référence DRIAS-2020. Ils sont consultables sur un site dédié publié par Météo-France en novembre 2022.

## Urbanisme

### Typologie
Au 1er janvier 2024, Saint-Juan est catégorisée commune rurale à habitat dispersé, selon la nouvelle grille communale de densité à 7 niveaux définie par l'Insee en 2022.
Elle est située hors unité urbaine. Par ailleurs la commune fait partie de l'aire d'attraction de Besançon, dont elle est une commune de la couronne,. Cette aire, qui regroupe 310 communes, est catégorisée dans les aires de 200 000 à moins de 700 000 habitants,.

### Occupation des sols
L'occupation des sols de la commune, telle qu'elle ressort de la base de données européenne d’occupation biophysique des sols Corine Land Cover (CLC), est marquée par l'importance des territoires agricoles (53,8 % en 2018), en diminution par rapport à 1990 (56 %). La répartition détaillée en 2018 est la suivante : 
zones agricoles hétérogènes (41,9 %), forêts (41,4 %), prairies (11,9 %), milieux à végétation arbustive et/ou herbacée (2,6 %), zones urbanisées (2,1 %). L'évolution de l’occupation des sols de la commune et de ses infrastructures peut être observée sur les différentes représentations cartographiques du territoire : la carte de Cassini (XVIIIe siècle), la carte d'état-major (1820-1866) et les cartes ou photos aériennes de l'IGN pour la période actuelle (1950 à aujourd'hui).

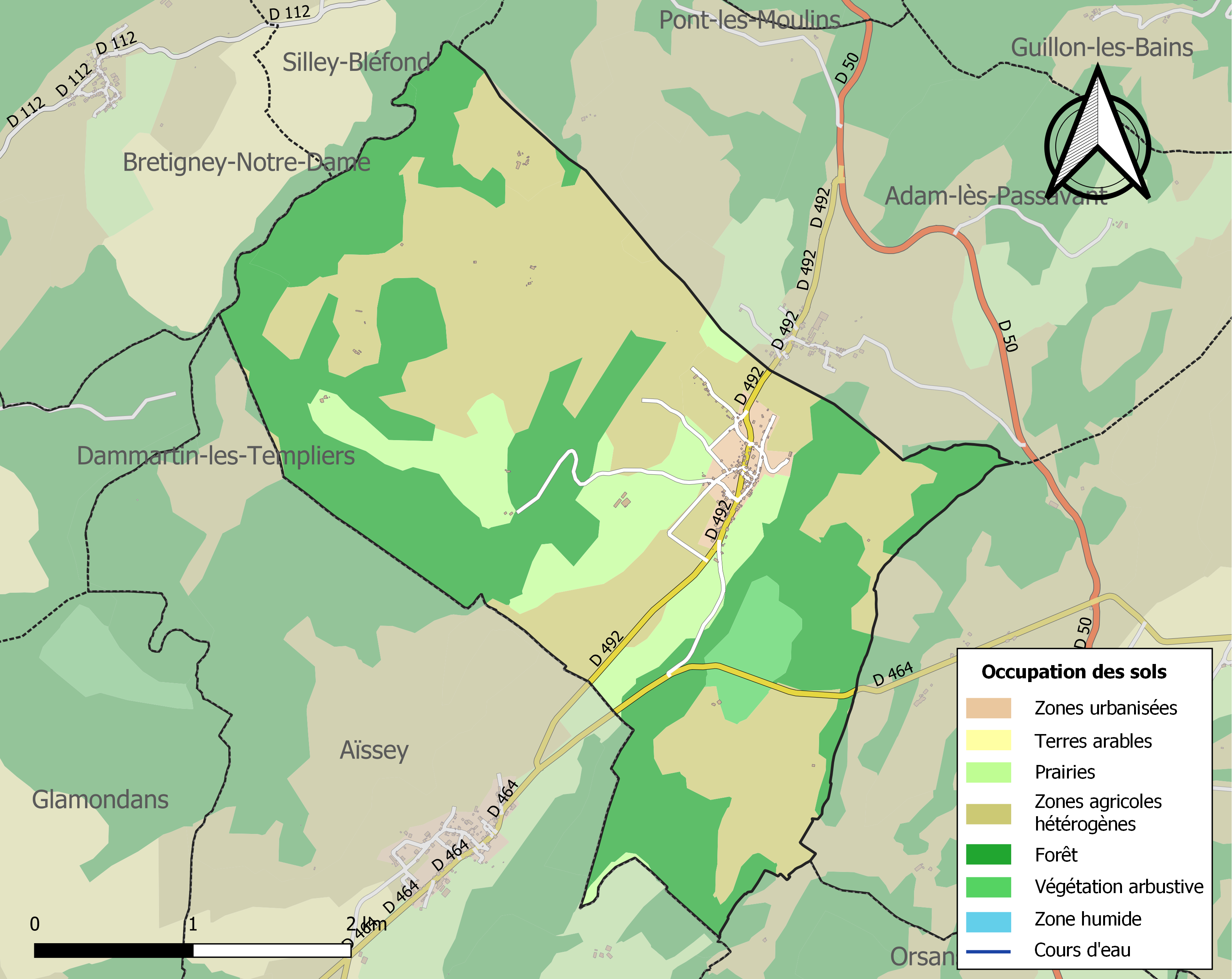
Carte des infrastructures et de l'occupation des sols de la commune en 2018 (CLC).

## Toponymie
Le village tire son nom de Saint Jean dont il est une forme franc-comtoise. Dès 1045 s'y trouvait une église consacrée à Saint Jean le Baptiste. On le trouve mentionné Altare de Sancto Johanno en 1045 ; Sancto Joanne en 1143 ; Sanctus Joannes de Adam en 1204 ; Saint Jehan d'Adam en 1355 ; Sancti Johanni d'Adam en 1349 ; Sainct Juan en 1671.

## Histoire
Le village de Saint-Juan est très ancien. En 1040, l'archevêque de Besançon Hugues Ier de Salins accorde le patronage de l’église de Saint-Jean à l'abbaye de Baume-les-Dames. Le village est cité dès  1045 sous le nom Altare de Sancto Johanno.
La terre de Saint-Juan fit successivement partie du domaine des premiers comtes de Bourgogne, des comtes de Montbéliard, de la maison de Habsbourg, des rois d'Espagne, comtes de Bourgogne, et enfin du royaume de France après l'annexion de la Franche-Comté en 1678.
Dès le XIIe siècle, l'abbaye de la Grâce-Dieu sur laquelle les comtes de Montbéliard avaient les droits de gardienneté et d'appel, posséda à Saint-Juan des droits féodaux (dimes, cens). Elle y acquit des fiefs et y plaça ensuite des Serfs. Elle y avait installé un juge-châlain chargé de défendre ses droits.
Au cours des siècles, le fief de la seigneurie de Saint-Juan appartint à des seigneurs particuliers.

### Les possessions de l'abbaye de la Grâce-Dieu

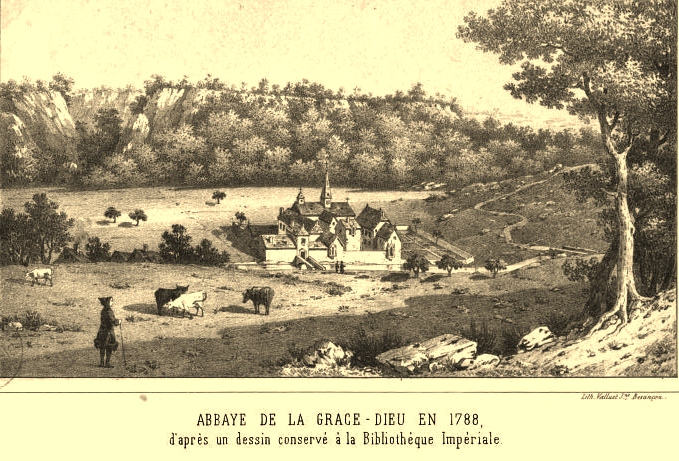
Abbaye de la Grâce-Dieu.

Vers 1160, les religieuses de l'abbaye de Baume-les-Dames cèdent à l'abbaye de la Grâce-Dieu des dimes sur Saint-Juan
En janvier 1302, l’abbé de la Grâce-Dieu achète Étienne, chevalier de Dampierre, de sa femme, d’Hugues de Sancey leur fils, tout ce que, disent-ils « nous avons, pouvons et debvons avoir au finage, territoire et en la ville de Saint-Juan d’Adam, en prés, champs, bois, eaux, cours d’eau, en chaiseaux, en curtils, censes en toute huses, de quelque manière que nous les ayons, sans en rien retenir.
Le 6 janvier 1348, une sentence arbitrale déférée à Jean d’Orsans, Hugues de Vaite et Renaud de Leugney, seigneurs de ces lieux, valide un compromis entre l’abbaye de la Grace-Dieu et les habitants de Saint-Juan qui avaient empiété sur les terres du monastère.
En octobre 1359, Humbert, fils de Palinet de Saint-Juan, seigneur et vassal de l'abbaye de la Grâce-Dieu, lui donne tout ce qu’il tenait en fief du monastère, à savoir une pièce de terre de dix journaux au-dessous de la côte de Saint-Juan, près le chemin de Belvoir, le tiers d’un champ de deux journaux et d’un autre héritage, un champ de huit journaux, à charge par les religieux de célébrer chaque année, le jour de l’annonciation de Notre-Dame, une messe pour le repos de son âme et de celle de ses parents.
Dès le milieu du XIVe siècle, l'accroissement des possessions de l'abbaye de la Grâce-Dieu, ne permet plus aux religieux d'en cultiver les terres. Ils placent des serfs à Saint-Juan où ils possèdent aussi des censitaires.
En 1654, une enquête du parlement de Dole sur la position financière de l'abbaye de la Grace-Dieu fait connaître qu'à cette époque l'abbaye possédait encore divers héritages à Saint-Juan.
Du XVIIe au XVIIe siècle, l'abbaye de la Grâce-Dieu ne cesse de faire prononcer par son juge-châtelain des condamnations contre des habitants de Saint-Juan qui contreviennent régulièrement aux droits de propriétés de l’abbaye.
Au milieu du XVIIIe siècle, l’abbaye de la Grâce-Dieu avait encore un fief  à Saint-Juan (129).
Lors d'une requête étudié au conseil du roi le 10 janvier 1736, le procureur général exposa que le village de Saint-Juan dépendait totalement de la justice et de la seigneurie du roi.

### La seigneurie de Saint-Juan
En 1256, le chevalier Otton de Bavans, outre le fief du château de Bavans, en possédait un second à Soye et à Saint-Jean d'Adam.
En 1266, Pierre, prévot de Saint-Juhan, reçoit 50 livres estevenantes du  comte palation Hugues de Bourgogne et Alix son épouse et leur prête hommage.
En 1388, l'officialité (tribunal ecclésiastique) de Besançon rend une sentence en faveur d'tienne comte de Montbéliard, qui condamne le curé de Saint-Jean d'Adam à démolir le four qu'il a construit dans sa maison.
En 1500, les manants et habitants de Saint-Jean d'Adam font reconnaissance des droits seigneuriaux, par eux dus aux comtes de Montbéliard.
Le 25 juillet 1615, François-Louis de Marenches, seigneur de Saint-Jean d’Adam, fils de François de Marenches et de Renée de Boutechoux, épouse Anne de Longeville. Il était mort en 1618.
En 1666, Antoine de Marenches, marié à Vandeline de Saint-Mauris en Montagne, nommé  par les états commis subrogé de la noblesse du bailliage d’amont pour l’étalement, était seigneur de Saint-Jean-d'Adam. Il meurt en 1696.
En 1703, les seigneuries de Saint-Juan et Adam furent adjugées à Amédée Tisserand et Léonard Gillebert, conseillers au présidial de Besançon. La famille Gillebert, originaire de Baume-les-Dames, anoblie en 1605, conserva la seigneurie de Saint-Juan jusqu’en 1776.
En 1776, la famille Desbiez acquit les seigneuries de Saint-Juan, Autechaux et Adam.
En août 1786, les terres de Saint-Juan, Autechaux et Adam, ainsi que les fiefs et arrière-fiefs de Laviron, Tarcenay et Naisey furent érigés par Louis XVI en baronnie de Saint-Juan pour Claude-Alexandre Desbiez de Saint-Juan et ses descendants,,.
La famille Desbiez de Saint-Juan conserva le domaine de Saint-Juan jusqu'à la fin du XIXe siècle.
Jusqu'à la Révolution, le village de saint-Juan fait partie du bailliage de Baume-les-Dames et était le siège d’une seigneurie avec droit de haute, moyenne et basse justice. Le dernier seigneur de Saint-Juan sous l’Ancien Régime fut Claude-Alexandre Desbiez, baron de Saint-Juan.

## Période révolutionnaire
Dans le cahier de doléances des habitants de Saint-Juan rédigé en mars 1789 figure notamment la demande que « Les domaines du roy qui sont esté vendus ou alliénées, soit à titre d’échange ou autrement, qu’ils soient retirrés, tel que le domaine de Saint Juan d’Adam en Franche Comté qui a été alliéné depuis quelque temps pour envrion 5000 livres. S’il plaisait à la cour de la retirer et de la remettre à ses sujets dudit domaine, ils en payeroient à la cour 15.000 livres, le tout pour se retirer de la tyrannie des seigneurs. ».

### Guerre franco-allemande 1870-1871
Lors de la guerre franco-allemande de 1870-1871, le général allemand Schmeling établit son quartier général au village de Saint-Juan où il se tenait le 26 janvier 1871 avec 7 bataillons, 6 escadrons et 4 batteries et ce, le jour même où fut signée l'armistice
.

## Politique et administration

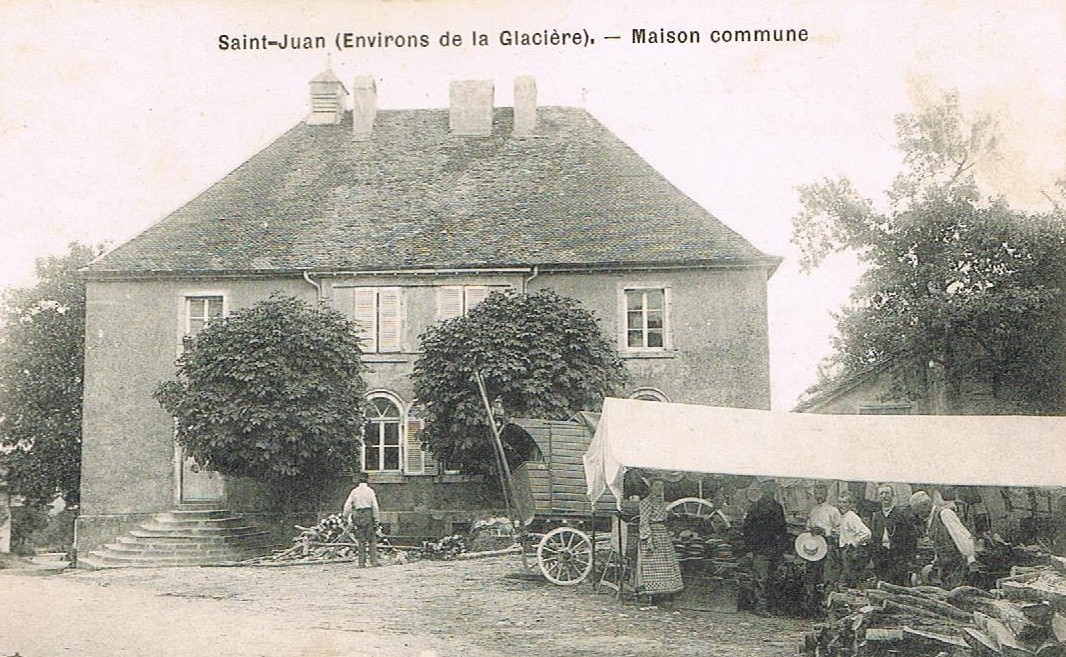
Saint-Juan, maison commune vers 1900.

| Période                                  | Période  | Identité          | Étiquette | Qualité  |
| ---------------------------------------- | -------- | ----------------- | --------- | -------- |
| mars 2001                                | mai 2020 | Louis Yazlovetsky | DVD       | Retraité |
| mai 2020                                 | En cours | Jérôme Faivre     |           |          |
| Les données manquantes sont à compléter. |          |                   |           |          |

## Population et société
Au lendemain de la guerre de Trente Ans, lors du recensement de 1657, la population de Saint-Juan se composait de 23 ménages totalisant 113 personnes. On note à cette époque les noms des familles :  Perrenot, Aissey, Fournier, Chauvel,  Damey, Nardin, Mireur, Brullard, Mussot, Petitjean ; Bergerot , Goguillot, Cornuel, Sirehenry, Genin, Chameroy, Boillet, Jean etc..
Au recensement de 1688, la commune comprenait 26 feux (foyers) totalisant 167 habitants et 90 feux (431 habitants) en 1789.

### Démographie
L'évolution du nombre d'habitants est connue à travers les recensements de la population effectués dans la commune depuis 1793. Pour les communes de moins de 10 000 habitants, une enquête de recensement portant sur toute la population est réalisée tous les cinq ans, les populations de référence des années intermédiaires étant quant à elles estimées par interpolation ou extrapolation. Pour la commune, le premier recensement exhaustif entrant dans le cadre du nouveau dispositif a été réalisé en 2006.

En 2022, la commune comptait 189 habitants, en évolution de +10,53 % par rapport à 2016 (Doubs : +1,88 %, France hors Mayotte : +2,11 %).
| 1793 | 1800 | 1806 | 1821 | 1831 | 1836 | 1841 | 1846 | 1851 |
| ---- | ---- | ---- | ---- | ---- | ---- | ---- | ---- | ---- |
| 429  | 418  | 419  | 503  | 522  | 541  | 536  | 506  | 533  |

| 1856 | 1861 | 1866 | 1872 | 1876 | 1881 | 1886 | 1891 | 1896 |
| ---- | ---- | ---- | ---- | ---- | ---- | ---- | ---- | ---- |
| 475  | 506  | 474  | 416  | 378  | 365  | 357  | 356  | 346  |

| 1901 | 1906 | 1911 | 1921 | 1926 | 1931 | 1936 | 1946 | 1954 |
| ---- | ---- | ---- | ---- | ---- | ---- | ---- | ---- | ---- |
| 328  | 299  | 281  | 293  | 221  | 248  | 217  | 216  | 183  |

| 1962 | 1968 | 1975 | 1982 | 1990 | 1999 | 2006 | 2011 | 2016 |
| ---- | ---- | ---- | ---- | ---- | ---- | ---- | ---- | ---- |
| 186  | 185  | 186  | 195  | 162  | 160  | 183  | 179  | 171  |

| 2021 | 2022 | - | - | - | - | - | - | - |
| ---- | ---- | - | - | - | - | - | - | - |
| 185  | 189  | - | - | - | - | - | - | - |

### Manifestations culturelles et festivités
Depuis 2007, chaque année a lieu à Saint-Juan le 2e dimanche d'octobre la « Potironade de Saint-Juan » organisée par le comité des fêtes de Saint Juan et d'Adam-lès-Passavant,.

### Infrastructures
La commune de Saint-Juan possède une école publique élémentaire. La première école de Saint-Juan fut créée en 1686.

### Cultes
Une église est mentionnée à Saint-Juan dès 1040. L'abbaye de Baume-les-Dames possédait l'église de Saint-Juan qui était sous le vocable de Saint-Jean-Baptiste. L'église romane ancienne au centre du village fut rebâtie au XIXe siècle.

## Lieux et monuments
- Le château de Saint-Juan

On ne peut qu'émettre l'hypothèse que la propriété actuelle située à l'entrée du village et qui est encore appelée le « château » aurait été construite sur l'emplacement d'un ancien manoir qui n'existe plus. Il ne s'agit pas d'un « château » mais d'une propriété de campagne avec un grand parc de 5 hectares et à laquelle était attenant un bâtiment de ferme. Le bâtiment est constitué d'un corps principal rectangulaire à un étage avec grange datant sans doute du XVIIIe siècle auquel a été accolé vers 1850 côté ouest une maison à deux étages dans un style « chalet ».
Le château de Saint-Juan devint au milieu du XIXe siècle la résidence et un des lieux d'inspiration du poète Alexandre de Saint-Juan (1820-1863) qui après son mariage s'y installa avec son épouse Elisabeth de Jouffroy d'Abbans et où il s'improvisa sans grand succès cultivateur et agriculteur.
Il décrit sa vie de gentilhomme-campagnard et sa maison dans un poème dédié à son ami Armand Barthet :
« 
Cette simple maison que tu rêvais ami,

Aussi calme qu’un nid sous un saule endormi,

Je l’ai. Près de la porte, au levant, une treille

Se tord en arabesque odorante ou vermeille ;

La façade au couchant, plonge ses yeux au loin

Sur une mer de blé, de trèfle, de sainfoin... »
Lors de la guerre franco-allemande de 1870, le général allemand Schmeling qui avait établi son quartier général au village logea au château de Saint-Juan.
En septembre 1944, le parc du château fut transformé en cimetière provisoire ayant accueilli près de 2 000 dépouilles de soldats allemands et américains.

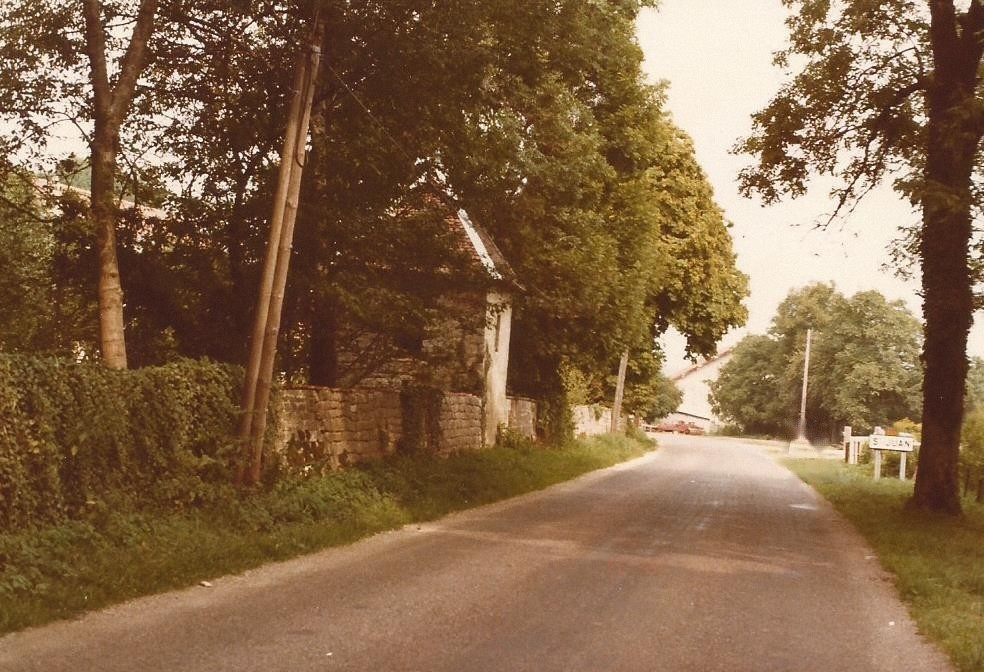
Saint-Juan, parc du château à l'entrée du village.
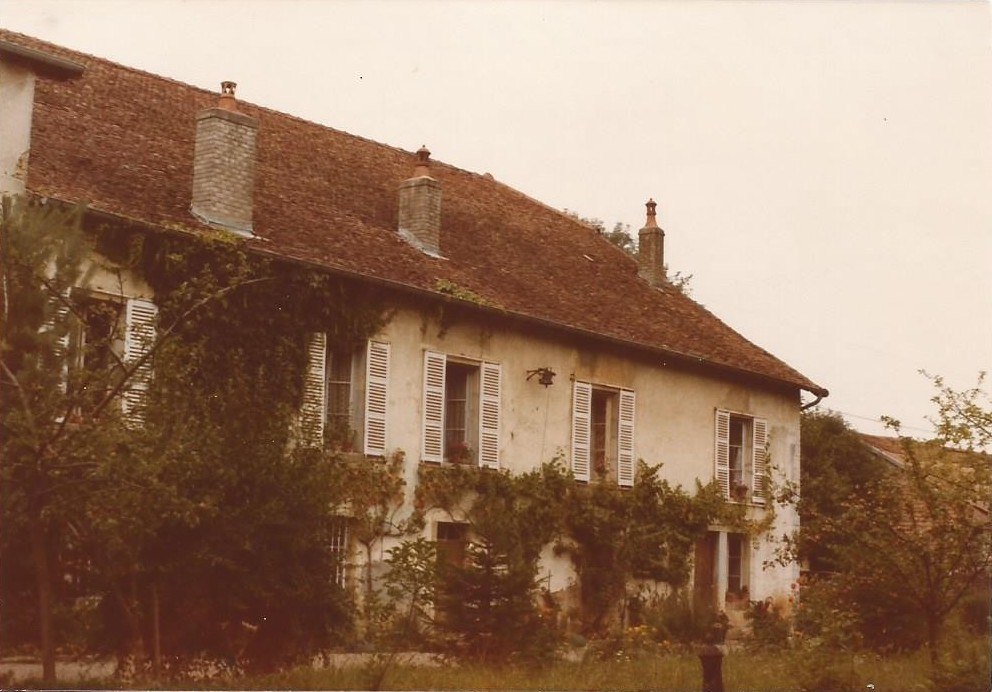
Saint-Juan, « le château ».
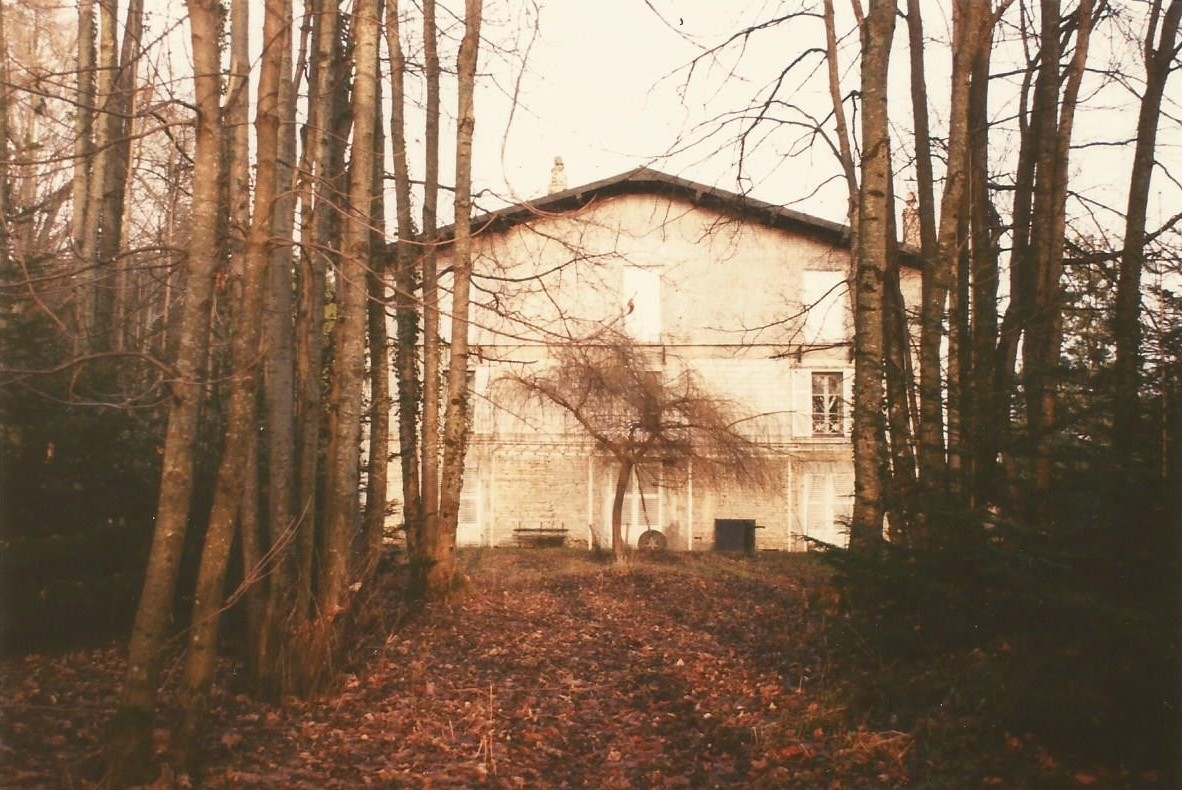
Saint-Juan, « le château » façade ouest.

- L'église Saint-Jean-Baptiste, au centre du village, qui possède plusieurs éléments recensés dans la base Palissy : tableaux, retables, chaire à prêcher, cloche.
- La chapelle du cimetière.
- Le calvaire de Saint-Juan : construit en haut d'une colline en 1893 et restauré en 1993, à l'occasion de son centenaire, il domine le village et on peut y accéder soit par un sentier en lacets et suivre un chemin de croix, avec des stations, ou s'y rendre en voiture jusqu'aux abords par la route. Il a entièrement été érigé avec des blocs de pierre troués et assemblés. À l'intérieur, un autel également en pierre taillée dans la masse, supporte des statues religieuses.
- La fontaine du Lion, située sur la place du village près de l'église, avec à l'arrière-plan, une motopompe qui servait pour éteindre les incendies.

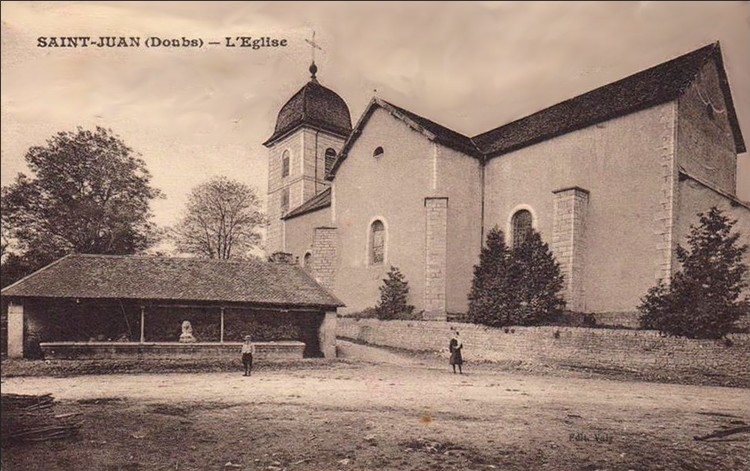
Saint-Juan, église vers 1900.
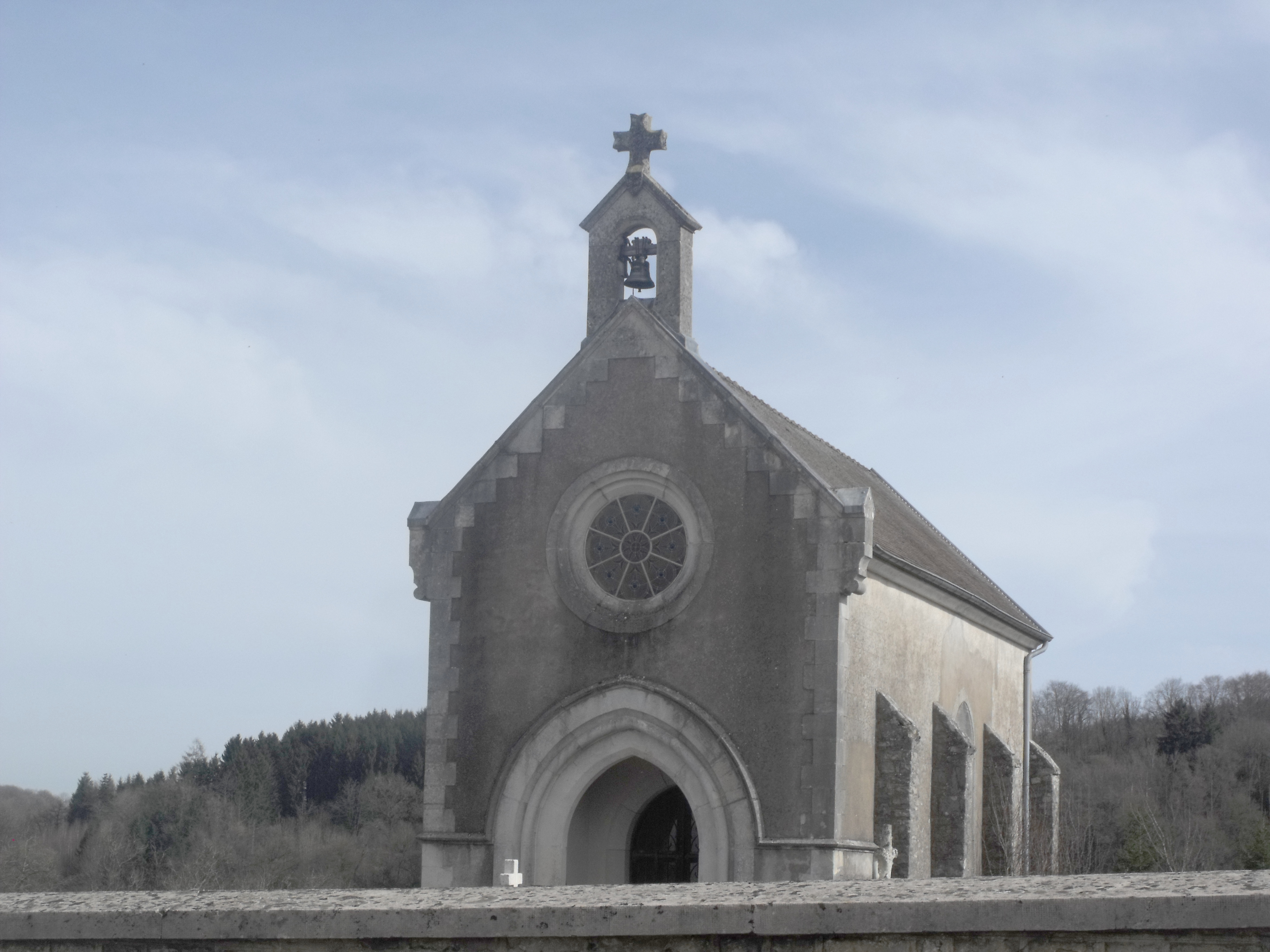
Saint-Juan - chapelle au cimetière.
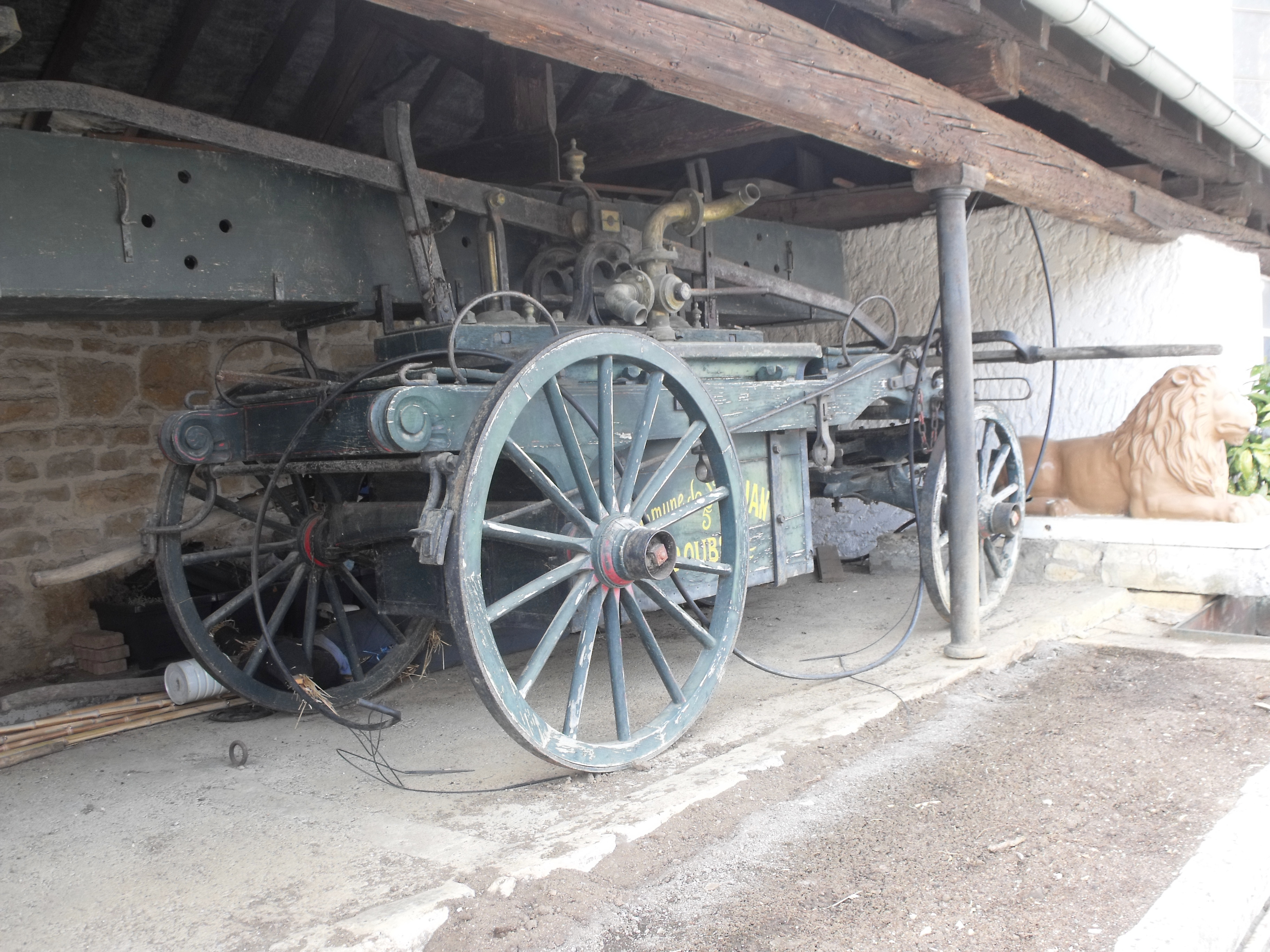
Saint-Juan, chariot motopompe et la « fontaine au lion ».

## Personnalités liées à la commune

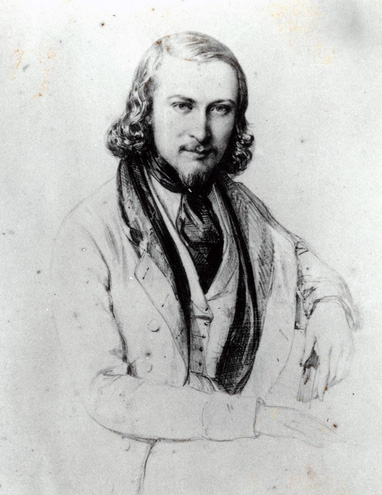
Le poète Alexandre de Saint Juan (1820-1863).

- Étienne-Ignace Desbiez, seigneur de Saint Juan (1700-1700), premier avocat général (1771) puis conseiller (1774) au Parlement de Besançon.
- Le baron Claude-Alexandre Desbiez de Saint-Juan (1747-1820), premier avocat général (1771) puis conseiller (1774) au Parlement de Besançon.
- Le baron Charles de Saint-Juan (1785-1862),conseiller général du département du Doubs et membre de l'Académie de Besançon. Un des fondateurs en 1840 du journal républicain Le Franc-Comtois.
- Le baron Alexandre de Saint-Juan (1820-1863), écrivain et poète franc-comtois.